# Sphaerospira
Sphaerospira é um género de gastrópode  da família Camaenidae.
Este género contém as seguintes espécies:
- Sphaerospira macleayi
- Sphaerospira rockhamptonensis
- Sphaerospira whartoni